# 1970–1971-es spanyol labdarúgó-bajnokság (másodosztály)
A Segunda División 1970–71-es szezonja volt a bajnokság negyvenedik kiírása. A bajnokságban húsz csapat vett részt, a győztes a Real Betis Balompié lett.

## Végeredmény
| Jelmagyarázat: |
| Feljutott      |
| Osztályozó     |
| Kiesett        |

| #  | Klub                | M  | P  | Gy | D  | V  | RG | KG | GK  |
| -- | ------------------- | -- | -- | -- | -- | -- | -- | -- | --- |
| 1  | Real Betis Balompié | 38 | 53 | 20 | 13 | 5  | 54 | 28 | +26 |
| 2  | Burgos CF           | 38 | 45 | 19 | 7  | 12 | 46 | 30 | +16 |
| 3  | Deportivo La Coruña | 38 | 45 | 18 | 9  | 11 | 44 | 32 | +12 |
| 4  | Córdoba CF          | 38 | 45 | 17 | 11 | 10 | 50 | 30 | +20 |
| 5  | Rayo Vallecano      | 38 | 45 | 18 | 9  | 11 | 51 | 29 | +21 |
| 6  | CD Castellón        | 38 | 43 | 16 | 11 | 11 | 40 | 31 | +9  |
| 7  | CD San Andrés       | 38 | 40 | 14 | 12 | 12 | 34 | 36 | -2  |
| 8  | Club Ferrol         | 38 | 40 | 16 | 8  | 14 | 39 | 43 | -4  |
| 9  | RCD Mallorca        | 38 | 40 | 12 | 16 | 10 | 43 | 35 | +8  |
| 10 | Pontevedra CF       | 38 | 40 | 15 | 10 | 13 | 44 | 41 | +3  |
| 11 | Hércules CF         | 38 | 37 | 13 | 11 | 14 | 39 | 48 | -9  |
| 12 | Cádiz CF            | 38 | 37 | 11 | 15 | 12 | 32 | 40 | -8  |
| 13 | Real Santander      | 38 | 36 | 15 | 6  | 17 | 48 | 50 | -2  |
| 14 | Real Oviedo CF      | 38 | 34 | 12 | 10 | 16 | 41 | 37 | +4  |
| 15 | CD Logroñés         | 38 | 33 | 10 | 13 | 15 | 35 | 38 | -3  |
| 16 | Villarreal CF       | 38 | 32 | 11 | 10 | 17 | 37 | 55 | -18 |
| 17 | UP Langreo          | 38 | 32 | 11 | 10 | 17 | 24 | 42 | -18 |
| 18 | Onteniente CF       | 38 | 31 | 8  | 15 | 15 | 30 | 47 | -17 |
| 19 | CF Calvo Sotelo     | 38 | 29 | 11 | 7  | 20 | 38 | 48 | -10 |
| 20 | Colonia Moscardó    | 38 | 23 | 6  | 11 | 21 | 22 | 51 | -29 |

## Osztályozó
| Mérkőzés                   | Odavágó | Visszavágó | Össz. |
| Real Oviedo - Palencia CF  | 2:0     | 2:1        | 4:1   |
| UP Langreo - CD Ourense    | 1:1     | 3:1        | 4:1   |
| CD Logroñés - Cartagena FC | 3:0     | 0:2        | 3:2   |
| Girona FC - Villarreal CF  | 1:2     | 0:2        | 1:4   |
| -------------------------- | ------- | ---------- | ----- |

## A góllövőlista élmezőnye
| Játékos           | Gól | Csapat           |
| ----------------- | --- | ---------------- |
| Cuesta            | 17  | Córdoba          |
| Carlos Santillana | 17  | Racing Santander |
| Marcos            | 16  | Hércules         |
| Galán             | 15  | Real Oviedo      |
| Isauro            | 14  | Betis            |